# Вали Стрийм
Вали Стрийм (на английски: Valley Stream) е село в окръг Насау, щат Ню Йорк, Съединени американски щати. Намира се на остров Лонг Айлънд, на 25 km източно от центъра на град Ню Йорк. Населението му е 37 935 души (по приблизителна оценка от юли 2017 г.).
Във Вали Стрийм е роден музикантът Евърласт (р. 1969).